# Lidia Delektórskaya
Lidia Nikoláyevna Delektórskaya (en ruso Лидия Николаевна Делекторская, en francés Lydia Nikolaevna Délectorskaya; 23 de junio de 1910, Tomsk, Siberia – 16 de marzo de 1998, París, Francia), fue una estrecha colaboradora de Henri Matisse desde 1932 hasta la muerte del pintor, en 1954.

## Vida y obra
Lidia Delektórskaya, hija única de un reputado pediatra de la ciudad de Tomsk y huérfana a los doce años, cuando los dos padres mueren en sucesivas epidemias de tifus y cólera. Educada por una tía suya, huye con ella a Manchuria, China, donde un rico pretendiente le propone matrimonio. Marchan a París, pero la llegada coincide con la crisis económica, que las deja en la ruina. Lidia quería ser médica, había sido aceptada en la facultad de medicina de la Sorbona, pero las elevadas tasas de matrícula exigidas a los estudiantes extranjeros quedan fuera de su alcance. Lidia se ve obligada a trabajar de acompañante de baile y de enfermera, “yo pertenecía a la categoría de los emigrantes, los cuales, según las leyes francesas, no tenían derecho a un trabajo remunerado”.
El 1932, Lidia entra como aide d'atelier en la casa de Matisse para una sustitución de algunos días, que se convierten en seis meses. Sabe poco del mundo del arte; solo tiene 22 años y ningún conocimiento del prestigio que podía tener el pintor. Al año siguiente la llaman de nuevo para trabajar, pero esta vez para acompañar a la mujer de Matisse, delicada de salud, prácticamente inmovilizada en la cama. En octubre de 1933 Matisse realiza el primer bosquejo de retrato de Lidia. Matisse la atrapó en un momento de descanso, con la cabeza sobre los brazos, cruzados y apoyados en el respaldo del asiento, con una mirada lejana y pensativa. –“¡No se mueva!”. Este estudio dio lugar a numerosas variaciones, entre ellos el conocido óleo Les yeux bleus (Los ojos azules).
Poco a poco recaen en Lidia tareas propias de galerista, editora y ayudante del pintor. Lidia es el único observador presente cada día durante años en el estudio de Matisse, y participa también en la realización material de numerosas obras. Se la puede ver en fotografías hechas por el mismo pintor, que no escondió nunca la participación de Lidia en obras como La Verdure, Grand Desnudo acostado, Tahití Archivado el 3 de enero de 2015 en Wayback Machine., Nature morte au coquillage, etc. La capacidad de compenetración con el exigente pintor proviene probablemente de su formación científica familiar. Recupera en esta convivencia las habilidades de precisión y de determinación que había vivido en su casa. Matisse la califica de “un médico, completamente absorta en sí misma y sus preocupaciones”. La descripción de Lidia sobre una sesión de trabajo al estudio, durante la realización de unos dibujos, podría corresponder a las de un cirujano en plena intervención:
“Se generaba una tensión increíble, justo antes de empezar sus pequeños esbozos a pluma. Yo le decía: –‘Ave, no se preocupe’. Su violenta respuesta: –‘No estoy preocupado, son los nervios’. La atmósfera era la propia de un quirófano. Yo sujetaba un objeto tras otro, el frasco de tinta india, las hojas de papel, y ajustaba la tabla. Y Matisse dibujaba, sin decir una palabra, sin dar la más ligera señal de agitación, pero, en su inmovilidad, una leve tensión”.
Lidia toma desde el primer momento la iniciativa de recopilar en un álbum fotografías de las obras, junto con notas de Matisse. Grabar la obra al final de cada sesión permite al pintor avanzar o retroceder sin miedo, con la posibilidad de recuperar, con ayuda de la fotografía, composiciones o estados anteriores.
“A partir del momento en que había empezado a posar para él regularmente, yo tenía derecho a una pequeña copia de todas esas fotografías. Me procuré un álbum y las colocaba, mencionando la fecha y el título de taller de la obra que Matisse improvisaba para diferenciarlos”. Matisse regaló anualmente dos obras a Lidia, entre las cuales se encuentra un ejemplar de cada libro publicado, con dedicatorias donde se puede apreciar el aprecio de Matisse hacia Lidia y su absoluta dependencia.
Todas las obras que Matisse dio a Lidia, o las que ella quiso tercamente comprar, fueron objeto de donación a los museos rusos por parte de Lidia. Algunas de estas donaciones se hicieron en vida de Matisse, acompañadas de cordiales cartas del pintor. Gracias a Lidia, Rusia posee actualmente una colección y un fondo documental excepcionales sobre Matisse: todo aquello que Lidia protegió, incluso guardado en secreto, durante su vida.
El último dibujo de Matisse fue a Lidia, el 1 de noviembre de 1954. Henri Matisse moriría dos días después, el 3 de noviembre, debido a una embolia cerebral. El día siguiente de su muerte, Lidia daba el aviso a la familia legal de Matisse, que prepara el funeral, al cual ella no asistiría. Lidia hizo la maleta, la misma con la cual había llegado en 1932, y marcharía el día siguiente de la muerte de Matisse.
Un año más tarde, la familia de Matisse se acerca finalmente a Lidia, para pedirle acabar algunas obras inconclusas, concretamente los découpages. A cambio, le ofrecen una escultura de Matisse, que Lidia nuevamente dará al Museo del Hermitage, en 1971. En 1988, la familia del artista todavía la reclama como única persona capaz y legitimada para reconstituir, encolando con el método que utilizaban Matisse y ella, los «éléments épars des deux panneaux Océanie, le ciel y Oceanie, la mer».
En 1985, Lidia, una vez acabado de perder su último vínculo familiar, se apresura a transmitir todo aquello que sabe de Matisse. Publica dos libros como testigo de lo que sucedía en el estudio de Matisse y envía notas informativas a diferentes miembros de la familia de Matisse. También escribe a los museos para asegurarse que todo aquello que Matisse dijo no quede ignorado. En una de estas cartas que dirige a Pierre Matisse, hijo del pintor, Lidia se disculpa: «No puedo evitarlo: el Jefe ha hecho de mi una especie de perfeccionista, en otras palabras, una pesada».

## Lidia Delektórskaya y Henri Matisse
Lidia Delektórskaya participó en la realización de numerosos cuadros y fue modelo en más de 90 pinturas y centenares de dibujos. Después de la muerte de Matisse se dedicó a transmitir sus conocimientos sobre el pintor, cediendo sus obras u ofreciendo las informaciones complementarias necesarias. Encoló los últimos gouaches découpées de Matisse y publicó dos obras fundamentales sobre el pintor francés: L'apparente facilité, Henri Matisse : peintures de 1935-1939, (de 1986), y, diez años más tarde, Henri Matisse. Contre vents et marées. Peinture et livres illustrés de 1939 à 1943, (de 1996). En estos dos libros Lidia recoge las fotografías tomadas día a día en el estudio de Matisse al acabar cada sesión de trabajo. Cronológicamente ordenadas y acompañadas por notas de Matisse, restituyen las etapas perdidas de cada obra, y permiten conocer el recorrido del autor, los problemas técnicos, las influencias y los cambios que sufrieron, e inducir las intenciones de Matisse.
Lidia fue también la responsable de dirigir la creación del Musée Matisse a Cateau-Cambrésis Archivado el 9 de enero de 2015 en Wayback Machine., pueblo natal de Matisse, la construcción de la Chapelle du Rosaire de Saint Paul de Vence, y el montaje de todas las exposiciones dedicadas a Matisse desde 1937, en Londres, París, Filadelfia, etc.
Lidia había empezado como aide de atelier de Matisse, y en poco tiempo se demuestra imprescindible para el pintor, el cual se separa de su mujer en 1939 para vivir con Lidia durante 22 años, con una absoluta compenetración. Ninguno de los dos manifestó claramente el carácter de su relación personal.

## Webografía
- http://www.toutpourlesfemmes.com/archive/lydia-d-muse-et-modele-de-matisse | Lydia D - muse et modèle de Matisse, toutpourlesfemmes.com.
- https://web.archive.org/web/20160303190407/http://www.musee-matisse-nice.org/expositions/2010/lydia/documents/bio_Lydia.pdf | Lydia Délectorskaya. Biographie, musee-matisse-nice.org.
- https://web.archive.org/web/20160303170730/http://www.musee-matisse-nice.org/anglais/expositions/lydia.html | Lydia D., muse and model of Matisse, musee-matisse-nice.org.
- http://www.pileface.com/sollers/spip.php?article1271 | La belle et énigmatique Lydia Delectorskaya, pileface.com.
- http://www.arthermitage.org/Henri-Matisse/Portrait-of-Lydia-Delectorskaya.html Archivado el 31 de marzo de 2017 en Wayback Machine. Portrait of Lydia Delectorskaya, arthermitage.org.
- http://www.arthermitage.org/Henri-Matisse/Lydia-with-her-Hair-in-a-Net.html
- http://www.arthermitage.org/Henri-Matisse/Young-Woman-in-a-Blue-Blouse.html